# Wspólnota administracyjna Biessenhofen
Wspólnota administracyjna Biessenhofen – wspólnota administracyjna (niem. Verwaltungsgemeinschaft) w Niemczech, w kraju związkowym Bawaria, w rejencji Szwabia, w regionie Allgäu, w powiecie Ostallgäu. Siedziba wspólnoty znajduje się w miejscowości Biessenhofen. Wspólnota powstała 1 maja 1978.
Wspólnota administracyjna zrzesza cztery gminy wiejskie (Gemeinde): 
- Aitrang, 2 015 mieszkańców, 30,71 km²
- Bidingen, 1 640 mieszkańców, 36,33 km²
- Biessenhofen, 4 002 mieszkańców, 27,02 km²
- Ruderatshofen, 1 721 mieszkańców, 33,52 km²